# Kent (namn)
För andra betydelser, se Kent.
Kent är ett mansnamn, en kortform av Kennet som har använts i Sverige sedan 1920-talet. Kent eller Kenth kommer från kungariket Kent, och troligen från Cantiacistammen.
Namnet var mycket populärt på 1950-talet och 1960-talet.
Den 31 december 2019 fanns det totalt 30 894 män och 3 kvinnor i Sverige med namnet, varav 16 788 män hade det som tilltalsnamn. Det fanns dessutom 86 personer med Kent som efternamn.
Namnsdag: I Sverige 22 mars sedan år 2001. (1986-1992: 13 januari, 1993-2000: 29 april). I den finlandssvenska namnsdagslängden har Kent namnsdag 11 maj sedan 1995.

## Personer med namnet Kent/Kenneth/"Kenta"
- Kenneth "Kenta" Gustafsson, sångare och musiker
- Kent Andersson, skådespelare, dramatiker
- Kenth Andersson, friidrottare
- Kent Claesson, friidrottare
- Kent Conrad, amerikansk politiker
- Kenth Eldebrink, spjutkastare, OS-brons 1984
- Kent Finell, radiopratare
- Kent Forsberg, ishockeytränare
- Kenth Gardenkrans, friidrottare
- Kent Härstedt, riksdagsledamot (s)
- Kent-Olle Johansson, brottare, OS-silver 1984
- Kent Jönsson, fotbollsspelare
- Kent Larsen, Robinsondeltagare
- Kent Larsson, friidrottare
- Kent Lindén, musiker
- Kenta Nilsson, ishockeyspelare
- Kenth Olsson, historiker
- Kenth Philipson, metalgitarrist
- Kenth Öhman, friidrottare
- Kenta Kobayashi "KENTA", japansk professionell fribrottare
- William Kent, brittisk arkitekt

## Fiktiva personer med namnet Kent
- Clark Kent, Stålmannens alter ego